# Мицукан

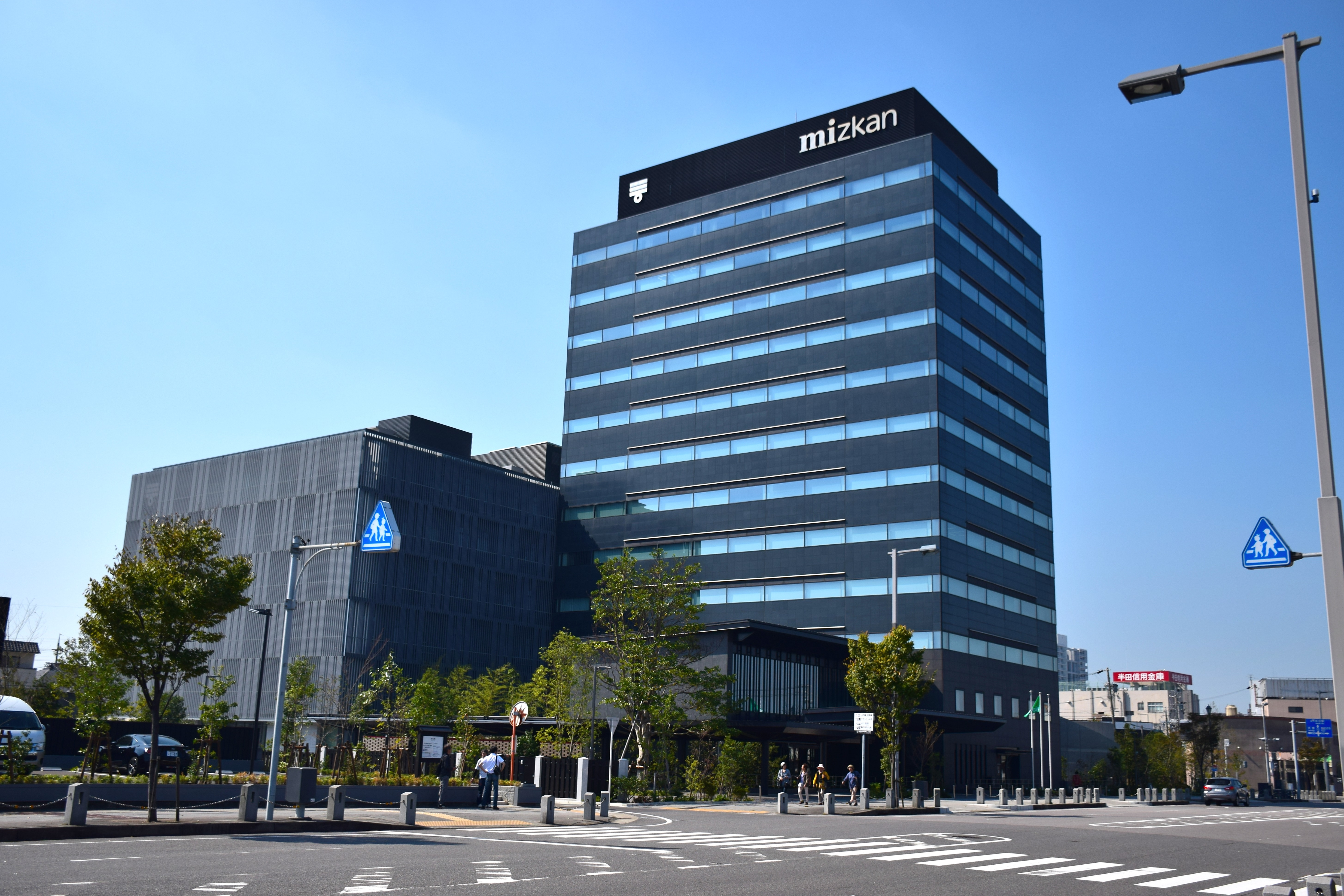
Головное здание Мицукан (Ханда, Аити)

Мицукан (яп. ミツカン) — японская компания-производитель различных уксусов, соусов, приправ и других ингредиентов японской кухни. Головной офис находится в городе Ханда префектуры Аити. Мотто компании — «приносим аромат в жизнь».

## История
Была основана в 1804 году в городе Ханда префектуры Аити Матадзаэмоном Накано, который начал с производства рисового уксуса из отходов производства сакэ. В конце 70-х годах XX века компания расширилась за пределы Японии в США и начала поглощать местные компании по производству приправ. Компани Мицукан была официально зарегистрирована как корпорация в июле 1977 года. В 1995 году, в честь основателя, отделение в США было переименовано в Nakano Foods, Inc. В 2004 году Mitsukan Group стало The Mizkan Group Corporation, и Nakano Foods, Inc стало Mizkan Americas, Inc. 

## Наше время
Линейка продуктов Мицукан включает: уксусы, уксусные приправы для риса, бальзамические уксусы, винные уксусы, горчицы, желе, салатные соусы, приправы японской кухни и  натто. Президент компании на данный момент — Накано Матадзаэмон Кадзухидэ VIII.
В июле 2012 года Crosse & Blackwell продала свои марки уксуса Sarson's, маринованного лука Haywards и уксуса Dufrais компании Мицукан за 41 миллион фунтов стерлингов. В конце 2012 марка маринованных овощей Branston была также продана Мицукан.